# Max Dietrich (Kapitän)

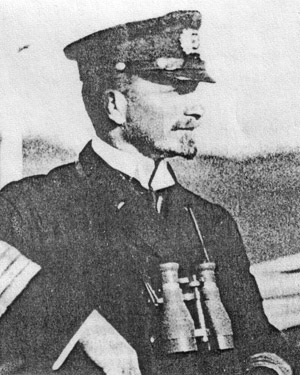
Kapitänleutnant Max Dietrich

Max Konrad Johannes Dietrich (* 27. November 1870 in Angermünde; † 27. November 1916 auf See) war ein deutscher Kapitän des Norddeutschen Lloyd (NDL), zunächst als Salpeter-Fahrer im Frachtverkehr, später im Passagierverkehr. Als Kapitänleutnant der Marineluftschiffabteilung (MLA) und Kommandant des Luftschiff LZ 78 – L 34 endete im Ersten Weltkrieg seine erfolgreiche maritime und fliegerische Karriere.

## Herkunft
Max Dietrich ist 1870 als zweitjüngster von 16 Geschwistern, nach seinem älteren Bruder, Louis Erich Otto (1867–1908) in Angermünde, einer brandenburgischen Kleinstadt im Landkreis Uckermark geboren. Er wuchs bei seinem Bruder Hermann Adolph Christian in Prenzlau auf, wo er auch das Gymnasium besuchte. Er wird als erklärter Lieblingsonkel der berühmten deutsch-amerikanischen Schauspielerin Marlene Dietrich in ihrer Biographie erwähnt. Sie erklärt darin ihr ausdrücklich gutes Verhältnis zu ihm – wenngleich sie sich für seine Angriffsfahrten als Luftschiff-Kapitän gegen England schämte.

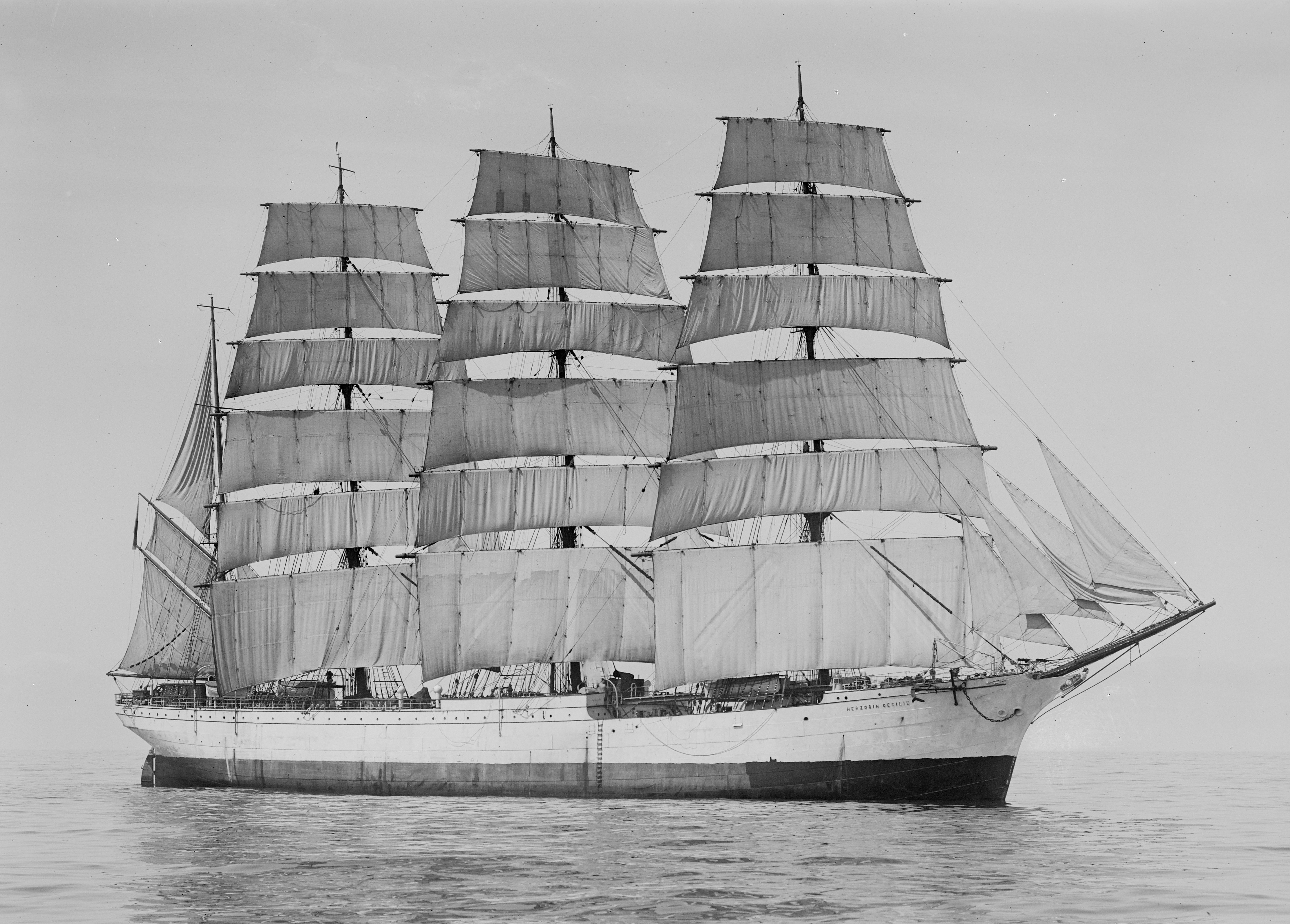
Viermastbark Herzogin Cecilie

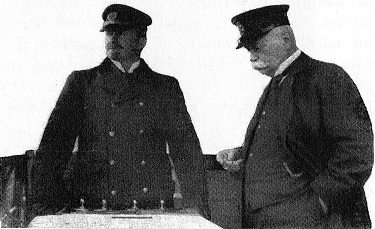
Kapitän Max Dietrich (links) und Ferdinand von Zeppelin (rechts)

## Maritimer Werdegang
Als 17-Jähriger lief er von zu Hause weg und verbrachte die Zeit auf See. Seine maritime Ausbildung und Erfahrung sammelte er, wie damals üblich, als Schiffsjunge beginnend auf norddeutschen Segelschiffen wie der Laeisz’schen Fünfmastbark Potosi unter Kapitän Robert Hilgendorf. In der wachsenden Frachtschifffahrt zum Ende des 19. Jahrhunderts trat er 1901 in die Dienste der Bremer Reederei Norddeutscher Lloyd. Nach dem erfolgreichen Erwerb des Kapitänspatents für die Große Fahrt und nachgewiesener maritimer Praxis wurde ihm das Kommando über die Viermastbark Herzogin Cecilie, die 1902 auf der Rickmers-Werft in Geestemünde für den NDL als frachtfahrendes Segelschulschiff zur Ausbildung des Offiziersnachwuchses der Reederei gebaut wurde, übertragen. Rumpf und Aufbauten des Schiffes waren gemäß der Reedereitradition des NDL (und der Schulschifftradition dieser Zeit) in strahlendem Weiß, das Unterwasserschiff mit Wasserpass in Rot gehalten, was die eleganten Linien des hervorragenden Seglers noch unterstrich – ganz im Gegensatz zu den schwarz-weiß-roten Laeisz-Seglern und den grün-roten Rickmers-Schiffen. Es hatte eine beträchtliche Segelfläche von über 4000 m² und war einer der schnellsten Segler ihrer Zeit.
Die Jungfernreise unter Kapitän Max Dietrich ging im Juni 1902 nach Astoria, OR, via Kap Hoorn. Wegen größerer Sturmschäden in der Hoorn-Region musste er mit dem Schiff am 22. August Montevideo zur Reparatur anlaufen. Nach Abschluss der Arbeiten Anfang Oktober setzte er seine Reise an die amerikanische Westküste fort und erreichte am 13. Dezember nach 65 Tagen das Ziel. Wie viele andere Großsegler der damaligen Zeit, wurde das Schiff überwiegend in der Salpeterfahrt von Chile nach Europa, aber auch schon frühzeitig in der Weizenfahrt von Australien nach Europa eingesetzt.
1903 heiratete Dietrich Alwine Lucie Külken (1882–1944). 1908, als Kap Hoornier nach mehrmaliger Umsegelung der berühmten Kap-Region, übergab er das Kommando über die Prinzessin Cecilie an seinen Reederei-Kollegen Kapitän Otto Walther.

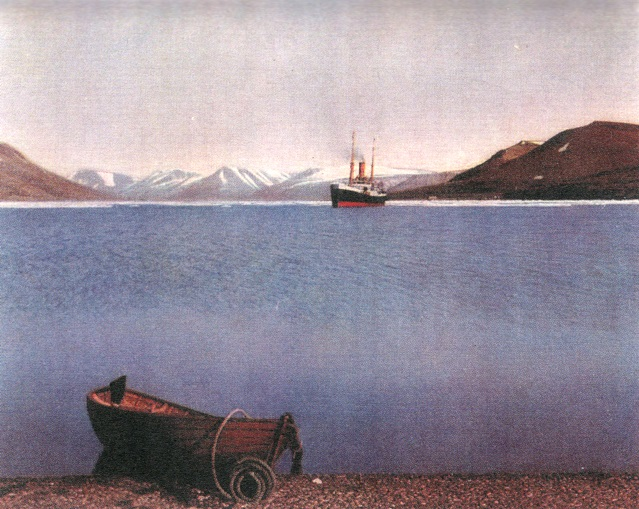
Das Expeditionsschiff Mainz im Adventfjord

Dietrich übernahm als Kapitän den Lloyd-Dampfer Mainz zur Zeppelin-Spitzbergen-Expedition im Sommer 1910. An seiner Seite waren als Erster Offizier sein Reederei-Kollege, der ehemalige Kapitän der Viermastbark Herzogin Sophie Charlotte, dem ersten Segelschulschiff in der deutschen Handelsflotte, Ferdinand Gluud, sowie als Zweiter Offizier Erich Blew (1877–1961) als erfahrener Seemann, ebenfalls gebürtig aus Angermünde. Die Schiffsexpedition diente der Vorbereitung einer Forschungsfahrt mit einem Luftschiff. Beteiligt waren neben Ferdinand von Zeppelin hochrangige Wissenschaftler sowie Prinz Heinrich, der jüngere Bruder des deutschen Kaisers Wilhelm II.

## Luftschiff-Kapitän

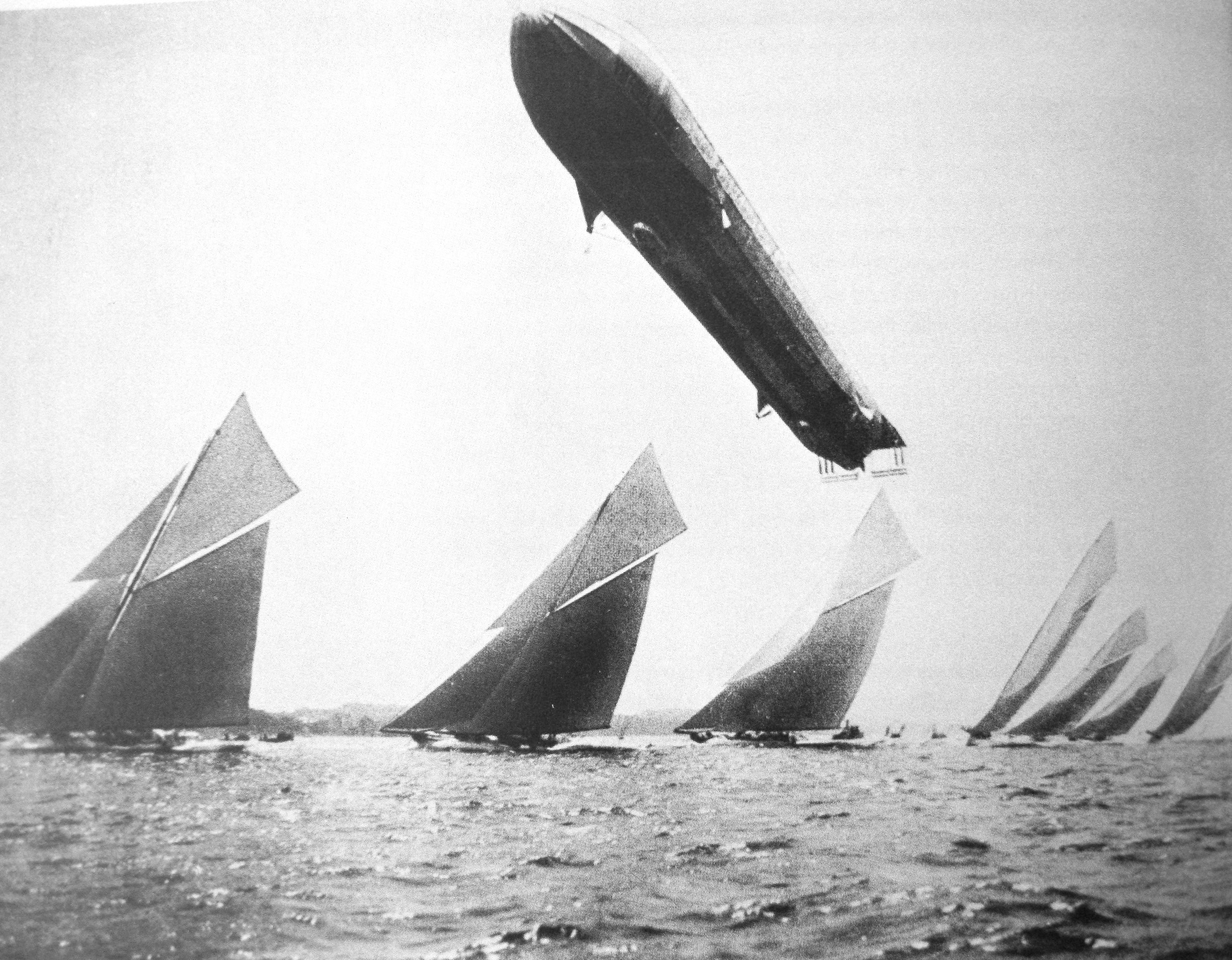
LZ 11 Viktoria Luise über der Kiel-Regatta 1912

Ein paar Jahre später wurde aus allen Dreien, Max Dietrich, Ferdinand Gluud und Erich Blew erfahrene Luftschiffkommandanten. Ob sich ihre Wege noch persönlich kreuzten, ist nicht überliefert.
Ferdinand von Zeppelin stellte unmittelbar nach der Spitzbergen Expedition Ferdinand Gluud als ausgezeichneten nautischen und meteorologischen Nautiker ein und übertrug ihm den ganzen Fahrbetrieb seiner Luftschiffe in Friedrichshafen. Als Führer der Luftschiffe konnte er auch seine Heimatstadt Bremen überfahren. Der Zeppelin LZ 18 – L 2 war ein Starrluftschiff und sollte am 17. Oktober 1913 in Johannisthal von ihm an die Marine übergeben werden, dabei explodierte das Luftschiff auf Grund einer Fehlkonstruktion in 200 m Höhe. Er und alle Besatzungsmitglieder fanden dabei den Tod.
Erich Blew wurde als erfahrener Seemann im April 1911 vom Norddeutschen Lloyd der Luftschiffbau Zeppelin GmbH überstellt. Dort versah er bis Ende 1914 an Bord des LZ 10 Schwaben und dann als Kommandant des LZ 11 Viktoria Luise seinen Dienst im Fahrdienst der Deutschen Luftschiffahrts-AG. Unter seinem Kommando wurde 1912 an Bord des LZ 11 die erste Postbetriebsstelle eingerichtet. Mit Kriegsbeginn wurde er in den aktiven Dienst rückbeordert und bildete Luftschiffbesatzungen aus. Dabei führte er überwiegend Ausbildungsfahrten durch, war aber auch an Aufklärungsfahrten in der Nordsee und Bombenfahrten mit dem Angriffsziel England beteiligt.
Nach dem Krieg kehrte er, nachdem er 1919 aus dem Militärdienst entlassen wurde, zum Norddeutschen Lloyd zurück.
Max Dietrich war bei Ausbruch des Ersten Weltkriegs in Philadelphia mit dem NDL-Dampfer Brandenburg. Er lief mit Versorgungsgütern für den Hilfskreuzer Kaiser Wilhelm der Große wieder aus. Nach Kenntnis von dessen Verlust lief das Schiff im September 1914 Trondheim an, wo es für die Dauer des Krieges verblieb.
Er wurde dann von Zeppelin angeheuert und als Luftschiffkommandant eingesetzt und zur Marineluftschiffabteilung (MLA) einberufen.
Kapitänleutnant zur See Max Dietrich flog während der Zeit 41 Fahrten als Kommandant:
- Luftschiff LZ 32 – L 7 vom 1. Juni 1915 bis 3. September 1915. (33 Fahrten, nur Aufklärung)
- Luftschiff LZ 52 – L 18 vom 6. November 1915 bis 16. November 1915. (2 Fahrten)
- Luftschiff LZ 61 – L 21 vom 19. Januar 1916 bis 4. Juli 1916. (7 Fahrten, davon mindestens 2 Bombenangriffe)
- Luftschiff LZ 78 – L 34 vom 27. September 1916 bis 28. November 1916. (6 Fahrten, davon 2 Bombenangriffe)

Bei einer Geschwaderfahrt unter seinem Kommando wurde das Marineluftschiff LZ 78 – L 34 in der Nacht vom 27./28. November 1916 über Hartlepool (County Durham im Nordosten Englands) von Leutnant Ian V. Pyott abgeschossen. Dietrich starb mitsamt seiner Besatzung an seinem 46. Geburtstag. Der Gründungsdirektor des Luftschiffbau Zeppelin, Dr. h. c. Alfred Colsman äußerte sich in seinen Erinnerungen Luftschiff voraus! über den roten Dietrich als einen der besten Luftschiffführer des Krieges.
Von dem Luftschiff existieren kaum sächliche Überreste, da das abgeschossene Luftschiff in der Mündung des River Tyne landete und das Wrack mitsamt der toten Besatzung durch die Gezeitenströmung auf die offene See hinausgespült wurden. Die wenigen heute existenten Teile wurden überwiegend von der Besatzung der nahen Heugh Battery (Heugh Küstenbatterie) und des Heugh Lighthouse zusammengesucht.